# Landsberger Straße 448

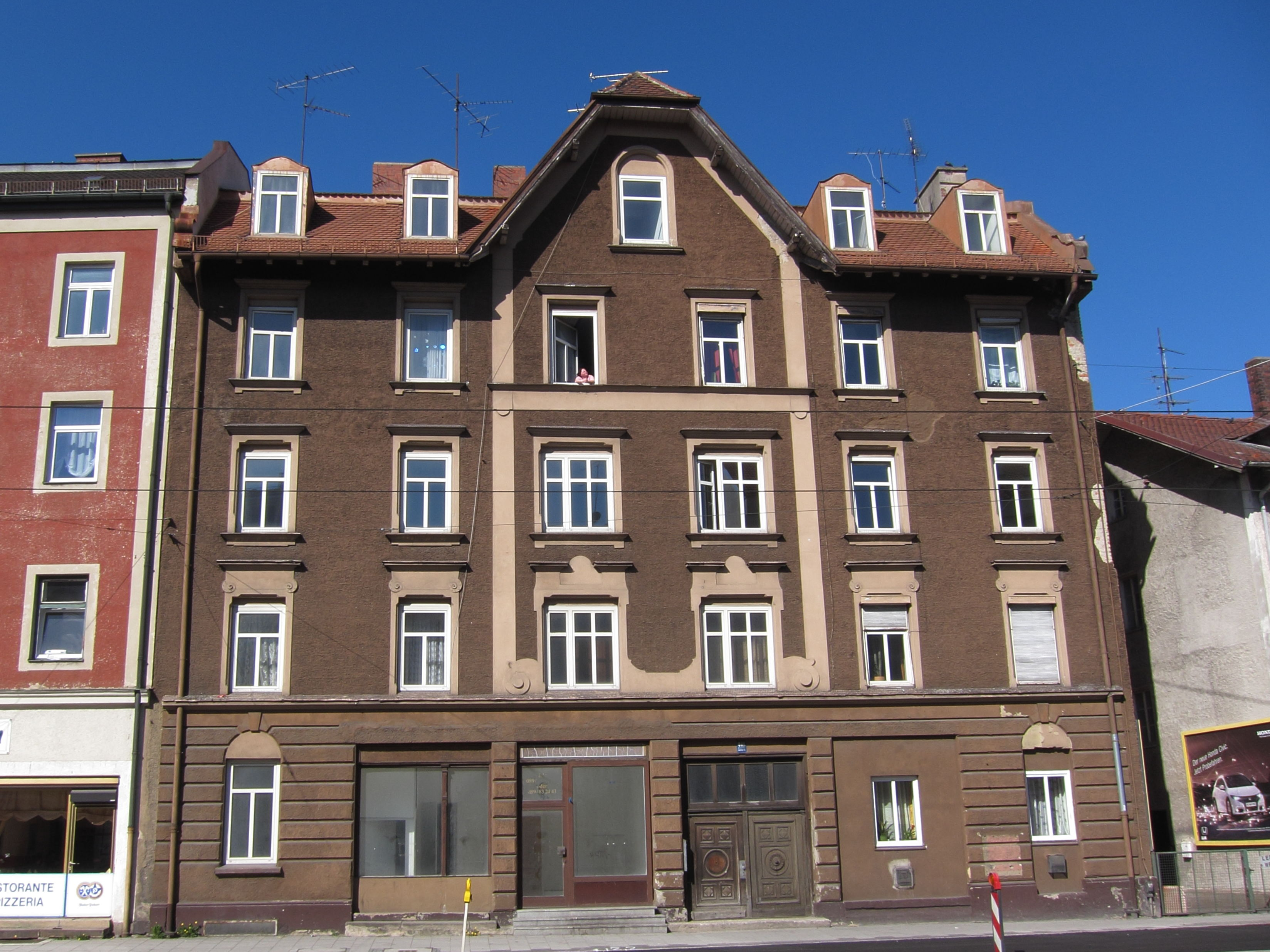
Wohnhaus Landsberger Straße 448 in München

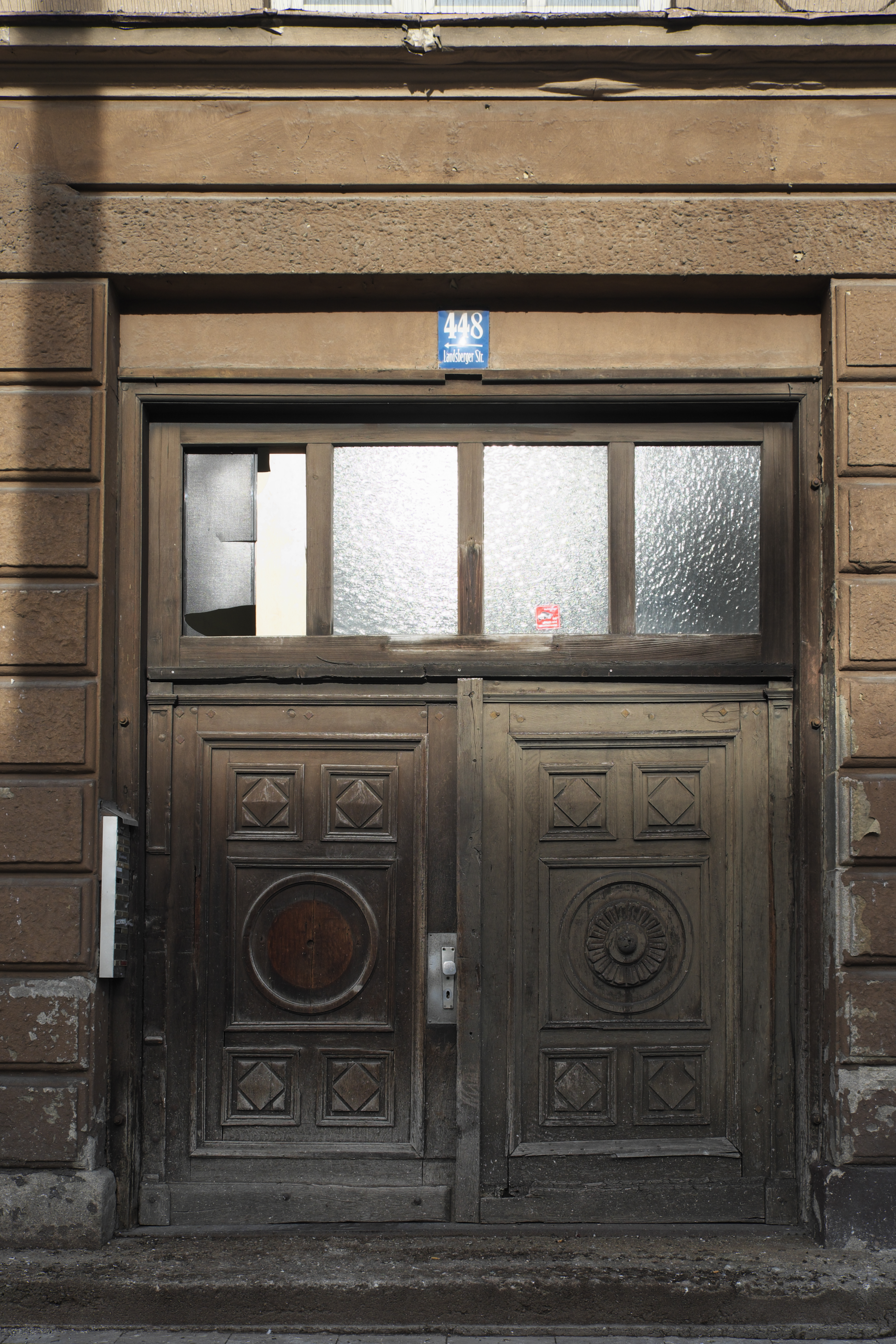
Hauseingang mit geschnitzter und beschädigter Holztür

Das Mietshaus Landsberger Straße 448 im Stadtteil Pasing der bayerischen Landeshauptstadt München wurde im Jahr 1900 errichtet. Das Gebäude in der Landsberger Straße ist als Baudenkmal in die Bayerische Denkmalliste eingetragen.
Das dreigeschossige Wohnhaus im Stil der Neorenaissance wurde nach Plänen des Architekten Josef Schreyer erbaut. Das Gebäude wurde als Arbeitermietshaus innerhalb eines ursprünglich stark industriell geprägten Umfelds errichtet. An seiner Rückseite befanden sich zu den Bahnanlagen hin die Pasinger Kuvertfabrik und das Telegrafenzeugamt. 
Die Fassade, die ursprünglich vor allem im Mittelteil mit Stuckdekorationen versehen war, wurde bei Umbauarbeiten vereinfacht. Die Holztür des Hauseingangs mit Schnitzereien wurde durch Vandalismus beschädigt.
Im Dachaufbau befindet sich der für die Landsberger Straße typische „Pasinger Giebel“, der sich durch die nach vorne abgeflachte Ecke in der Mitte der Spitze auszeichnet.
Von 2017 bis 2021 stand das Gebäude leer und verkam.
Im Jahr 2021 wurde mit der Sanierung begonnen. Im Haus entstehen sozial geförderte Mietwohnungen im Rahmen der Umbaumaßnahmen durch Bauwerk Capital auf dem Gelände der Kuvertfabrik.